# Kallaste
Kallaste (ryska: Красные Горы, Krasnyje Gory, "röda bergen"; estnisk transkribering: Krasnõje Gorõ) är en mindre stad i Tartumaa i östra Estland. Staden ligger i Peipsiääre kommun vid sjön Peipus västra strand. Kallaste hade 680 invånare vid folkräkningen år 2021, på en yta av 2,28 km². Större delen av befolkningen utgörs av ryssar; endast 20 procent är estnisk.
På 1600-talet kallades platsen Hornet. Kallaste grundades på 1700-talet som en by för gammaltroende. År 1921 blev det en småköping (alevik). Orten fick stadsrättigheter 1938. Kallaste var till och med 2017 en egen stad, men slogs då samman med ett antal kommuner för att bilda Peipsiääre kommun.